# Hexatoma lygropis
Hexatoma lygropis är en tvåvingeart som först beskrevs av Alexander 1920.  Hexatoma lygropis ingår i släktet Hexatoma och familjen småharkrankar.
Artens utbredningsområde är Taiwan. Inga underarter finns listade i Catalogue of Life.